# آنا روكي دي دوبراي
آنا روكي دي دوبراي (بالإنجليزية: Ana Roque de Duprey)‏ هي كاتِبة أمريكية، ولدت في 18 أبريل 1853 في Aguadilla, Puerto Rico ‏ في الولايات المتحدة، وتوفيت في 1933 في ريو بيدراس ‏ في الولايات المتحدة.